# Ordre du Lion d'or de la maison de Nassau
L’ordre du Lion d'or de la maison de Nassau est un ordre de chevalerie qui est conféré par les deux branches de la maison de Nassau (la branche ottonienne et la branche walramienne), actuellement régnantes sur le royaume des Pays-Bas et sur le grand-duché de Luxembourg.
L'ordre fut créé conjointement en 1858 par le roi Guillaume III des Pays-Bas (1817-1890) et le duc de Nassau, qui devint le grand-duc Adolphe de Luxembourg (1817-1905), afin de commémorer la division de la maison de Nassau en 1225, et fêter la bonne entente entre les deux branches près de six siècles plus tard.
Actuellement l'ordre du Lion d'or de la maison de Nassau est la plus haute distinction honorifique du grand-duché de Luxembourg ; il est également conféré dans les Pays-Bas par le roi, représentant la ligne ottonienne des Nassau.
Cet ordre est commun aux monarchies néerlandaise et luxembourgeoise.

## Insignes
Un chevalier porte l'insigne de l'ordre sur une ceinture sur l'épaule droite et la plaque (étoile de poitrine) de l'ordre sur la poitrine gauche.
- La croix de l'ordre est un or émaillé blanc croix de Malte, avec le monogramme doré « N » entre les bras de la croix. Le disque central avers est en émail bleu, portant le Lion d'or de la maison de Nassau. Le disque central inversé est également émaillé bleu, avec la devise « Je maintiendrai » en or.
- La plaque est une étoile à 8 branches avec des rayons argentés droits ; le même avers de l'insigne de l'ordre apparaît en son centre, entouré de la devise « Je maintiendrai » en lettres d'or sur émail blanc.
- Le ruban de l'ouvrant de la commande est jaune-orange moiré avec une petite bande bleue à chaque bord.

## Critères d'attribution
D'après la maison grand-ducale, « cette distinction est réservée aux membres de maisons royales et à des chefs d’État ayant particulièrement mérité de la personne du grand-duc et du pays ».

### Princes et princesses de la maison de Nassau
Les princes, fils ou frères des chefs des deux lignées de la maison de Nassau, sont nés chevaliers de l'ordre. En 1984, la reine Beatrix et le grand-duc Jean ont conclu un accord pour que les princesses (filles des chefs des deux lignées de la maison de Nassau) puissent être admises lorsqu'elles atteignent l'âge de la majorité (18 ans).
Le 16 février 2009, la princesse Alexandra de Luxembourg devient dame dans l'ordre le jour de son 18e anniversaire. À ce jour, le roi Willem-Alexander des Pays-Bas est le chef de la branche néerlandaise et ses filles, Catharina-Amalia, princesse d'Orange, la princesse Alexia des Pays-Bas et la princesse Ariane des Pays-Bas ont également le privilège de devenir dame dans l'ordre du Lion d'or le jour de leur 18e anniversaire.